# Zivilisatorisches Hexagon

Das zivilisatorische Hexagon von Dieter Senghaas

Das Zivilisatorische Hexagon von Dieter Senghaas ging aus der Forschung über Entwicklungsländer und vor allem aus der Erforschung verschiedener Entwicklungspfade neuzeitlicher europäischer Staaten hervor. Es identifiziert Bausteine für eine stabile, friedliche Gesellschaft, basierend auf einer demokratischen Grundordnung. Eine derartige Friedenssicherung wird als Zivilisierungsprojekt Senghaas’ angesehen, das nach einer gerechten Ordnung strebt. Ein so verstandener Friede ist daher kein gegebener Naturzustand, sondern ein Prozess, der immer wieder neu gestaltet, überprüft und auf den Idealzustand ausgerichtet werden muss. Das Zivilisatorische Hexagon ist somit ein abstraktes Analysemodell für Friedensschaffung, -sicherung und -konsolidierung.
Die pädagogische Erschließung des Zivilisatorischen Hexagons für die schulische und außerschulische Bildungsarbeit im nationalen und internationalen Kontext gehört heute zu den vordringlichsten Aufgaben der Friedenspädagogik. Dabei wird das Denkmodell sogar in eine Tradition mit den Friedensvorstellungen der Philosophen Immanuel Kant oder Thomas Hobbes gestellt.

## Die sechs Bausteine des Zivilisatorischen Hexagons
In seiner Monografie Wohin driftet die Welt? – Über die Zukunft friedlicher Koexistenz aus dem Jahr 1994 entwirft Senghaas das Modell eines Sechsecks, dessen Eckpunkte die determinierenden Elemente für einen friedlichen Staat darstellen. Das Hexagon besteht aus sechs Bausteinen, die sich wechselseitig stärken oder schwächen können – es besteht also eine Interdependenz zwischen den einzelnen Elementen, die alle gleichermaßen vorhanden sein müssen, um Frieden zu gewährleisten.

### Gewaltmonopol
Das Gewaltmonopol, d. h. die Herausbildung eines legitimen, in der Regel staatlichen Gewaltmonopols, dem die einzelnen gesellschaftlichen Gruppen und Individuen untergeordnet sind, ist essentiell für den Zivilisierungsprozess. Gewalt darf somit – außer in Fällen von Notwehr und Nothilfe – ausschließlich von den zuständigen staatlichen Organen ausgeübt werden. Im Umkehrschluss muss es zu einer Entprivatisierung von Gewalt kommen und zu einer „Entwaffnung der Bürger“. Bricht das Gewaltmonopol zusammen, kann es durch die Wiederbewaffnung der Bürger zu einer ‚Renaissance von Bürgerkriegssituationen‘ kommen.

### Rechtsstaatlichkeit
Die Institution der Rechtsstaatlichkeit beinhaltet die öffentliche demokratische Kontrolle des Gewaltmonopols, d. h. es garantiert den Schutz der Bürger vor der staatlichen Willkür. Dies ist Voraussetzung dafür, dass das öffentliche Gewaltmonopol nicht despotisch missbraucht werden kann, was wiederum Kennzeichen einer Diktatur wäre. Durch das Prinzip der Rechtsstaatlichkeit erhält jeder Bürger das Recht, die Institutionen des Rechtsstaates für die legitime Durchsetzung seiner Interessen und die friedliche Lösung von Konflikten in einem institutionalisierten Rahmen zu nutzen.
Senghaas: „Soll [...] das Gewaltmonopol als legitim akzeptiert werden, bedarf es der Institutionalisierung rechtsstaatlicher Prinzipien und öffentlicher demokratischer Kontrolle, auf deren Grundlage sich Konflikte in einem institutionellen Rahmen fair austragen lassen.“

### Interdependenz und Affektkontrolle
Hierunter fällt die wechselseitige Abhängigkeit zwischen den Mitgliedern einer Gesellschaft und der Selbstkontrolle in Konfliktsituationen. Wenn dies gegeben ist, nimmt die Wahrscheinlichkeit gewaltsamer Konfliktaustragungsformen ab. Nachhaltiger Frieden ist nur möglich durch die Anerkennung von Unterschieden bei gleichzeitigem Gewaltverzicht. Der Einzelne muss also lernen, seine Affekte zu kontrollieren und auf Gewalt zu verzichten.
Senghaas: „Die Entprivatisierung von Gewalt und die Sozialisation in eine Fülle von institutionalisierten Konfliktregelungen implizieren eine Kontrolle von Affekten. Solche Selbstkontrolle wird maßgeblich durch die Herausbildung von großflächig angelegten Verflechtungen und gegenseitigen Abhängigkeiten unterstützt … Affektkontrolle ist Grundlage nicht nur von Aggressionshemmung und Gewaltverzicht, sondern darauf aufbauend von Toleranz und Kompromissfähigkeit.“
Es kann eine Zeit dauern, bis es nach einem gewaltvollen Krieg zu einer Hemmung von Affekten in Konfliktsituationen kommt.

### Politische Teilhabe
Politische Teilhabe beinhaltet die Beteiligung der Bürger an politischen Willensbildungs- und Entscheidungsprozessen. Demokratisch bedeutet in diesem Fall die gleichberechtigte Einbeziehung möglichst aller Beteiligten in Prozesse der Entscheidungsfindung. Dies kann durch die Inanspruchnahme konventioneller (verfasste, gesetzlich garantierte und geregelte) oder unkonventioneller (nicht verfasste) Formen der politischen Partizipation erfolgen, z. B. durch aktive und passive Teilnahme an Wahlen und Abstimmungen, parteibezogene Aktivitäten, legale und zivile Proteste.
Dieses gleichberechtigte Mitwirkungsrecht des Volkes sichert im Gegenzug die Akzeptanz des Gewaltmonopols: „In aller Regel werden in fortgeschrittenen sozial mobilen Gesellschaften Unterordnungsverhältnisse aufgrund von Geschlecht, Rasse, Klasse oder anderen Merkmalen von den Betroffenen nicht [...] hingenommen. In demokratisierten Rechtsstaaten mit einem hohen Politisierungspotential untergräbt solche Diskriminierung die politische Stabilität.“ Die Beteiligung aller gesellschaftlichen Gruppen am politischen System ist also wesentlich für die Stabilität eines Staates.

### Verteilungsgerechtigkeit
Verteilungsgerechtigkeit beinhaltet die Sicherung der Grundbedürfnisse eines jeden Menschen und ist eng mit der Demokratischen Partizipation verknüpft. Erforderlich ist eine "aktive Politik der Chancen- und Verteilungsgerechtigkeit, letztlich ergänzt um Maßnahmen der Bedürfnisgerechtigkeit (Sicherung der Grundbedürfnisse)". Dazu kommt die Sicherung der sozialen Menschenrechte. Eine aktive Politik der Chancen- und Verteilungsgerechtigkeit, letztlich ergänzt um Maßnahmen der Bedürfnisgerechtigkeit (Sicherung der Grundbedürfnisse), ist laut Senghaas unerlässlich, weil sich nur dann die Mehrzahl der Menschen in einem solchen politischen Rahmen fair behandelt fühlt.

### Kultur konstruktiver Konfliktbearbeitung
Eine konstruktive Konfliktkultur besteht, wenn es in einer heterogenen Gesellschaft faire Chancen für die Artikulation und den Ausgleich von unterschiedlichen Interessen gibt, d. h. es besteht die grundsätzliche Bereitschaft, nötige Toleranz und gegenseitige Wertschätzung, Konflikte produktiv und kompromissorientiert auszutragen. Diese konstruktive Konfliktkultur erfordert u. a. maßgeblich soziale Gerechtigkeit und Affektkontrolle.

## Nutzen, Grenzen und Kritik
Das Zivilisatorische Hexagon wurde von Dieter Senghaas ursprünglich als Summe historischer Erfahrungen Europas entwickelt, um den Grad der Friedlichkeit in einem Land zu bestimmen und die Ansatzpunkte zur Friedenskonsolidierung festzulegen. Somit liegt der Fokus auf der Friedenssicherung innerhalb eines Landes – zu der Beurteilung der Situation zwischen verschiedenen Staaten ist das Modell dagegen nur bedingt einsatzfähig. Denn bei einigen Elementen des Hexagons handelt es sich um rein innerstaatliche Aspekte, die zwar mehr oder weniger direkt darüber entscheiden können, ob ein Land im Inneren friedlich ist; es ist jedoch lediglich spekulativ, anzunehmen, dass eine höhere Friedlichkeit im Inneren auch nach außen einen höheren Grad an Friedlichkeit bedeutet. Bei anderen Aspekten des Hexagons kann direkter angenommen werden, dass beispielsweise eine Entprivatisierung von Gewalt auch als Analysekriterium für den Grad der Friedlichkeit zwischen Staaten konstatiert werden kann. Auch die Bedeutung von Rechtsstaatlichkeit – hier dann eher als Einhaltung von völkerrechtlichen Vorgaben – ist ein elementares Kriterium für die Einschätzung der Situation zwischen mehreren Staaten.
Determinierend für das Hexagon ist das Zusammenspiel aller sechs verschiedenen Faktoren. Da aber nicht alle sechs Bereiche gleichermaßen zur Einschätzung des Grades an Friedlichkeit zwischen Staaten geeignet sind, ist auch dieses Kriterium nur als eingeschränkt erfüllt anzusehen.
In der Monographie „Zum Irdischen Frieden“ legt Senghaas schließlich eine umfassende, auf dem Zivilisatorischen Hexagon aufbauende Friedenstheorie für zwischenstaatliche Friedenssicherung dar. Laut dieser bedarf es zur Sicherstellung zwischenstaatlichen Friedens vierer Prinzipien:
- Schutz der Einzelstaaten vor Gewalt
- Schutz der Freiheit innerhalb der Einzelstaaten
- Schutz vor Not, Armut und Hunger
- Schutz vor Chauvinismus und Nationalismus

Haupteinschränkung des Zivilisatorischen Hexagons ist jedoch, dass Senghaas grundsätzlich von einem demokratischen Staat als Basis eines friedlichen Staates ausgeht und im Umkehrschluss die Behauptung naheliegt, dass nur demokratische Staaten auch friedliche Staaten sein können. Aus diesem Grund wird auch immer wieder die Frage gestellt, ob dieses Deutungsinstrument vorwiegend für europäisch-westliche Zusammenhänge geeignet ist oder auch auf anderen Weltregionen übertragbar sei.